# Sikahirsch
Der Sikahirsch (Cervus nippon; von japanisch 鹿 shika für „Hirsch“) ist ein aus Ostasien stammender Hirsch, der durch Einbürgerungen heute in vielen Gegenden der Welt vorkommt.

## Merkmale
Sikahirsche sind deutlich kleiner als Rothirsche und entsprechen in ihrer Größe etwa den Damhirschen. Sie erreichen bei männlichen Exemplaren eine Kopf-Rumpflänge zwischen 95 und 140 Zentimeter. Die Widerrist-/Schulterhöhe beträgt 64 bis 100 Zentimeter, der Schwanz wird 7,5 bis 13 Zentimeter lang. Sie wiegen bis zu 80 Kilogramm. Weibliche Tiere erreichen erkennbar geringere Maße und Gewichte.

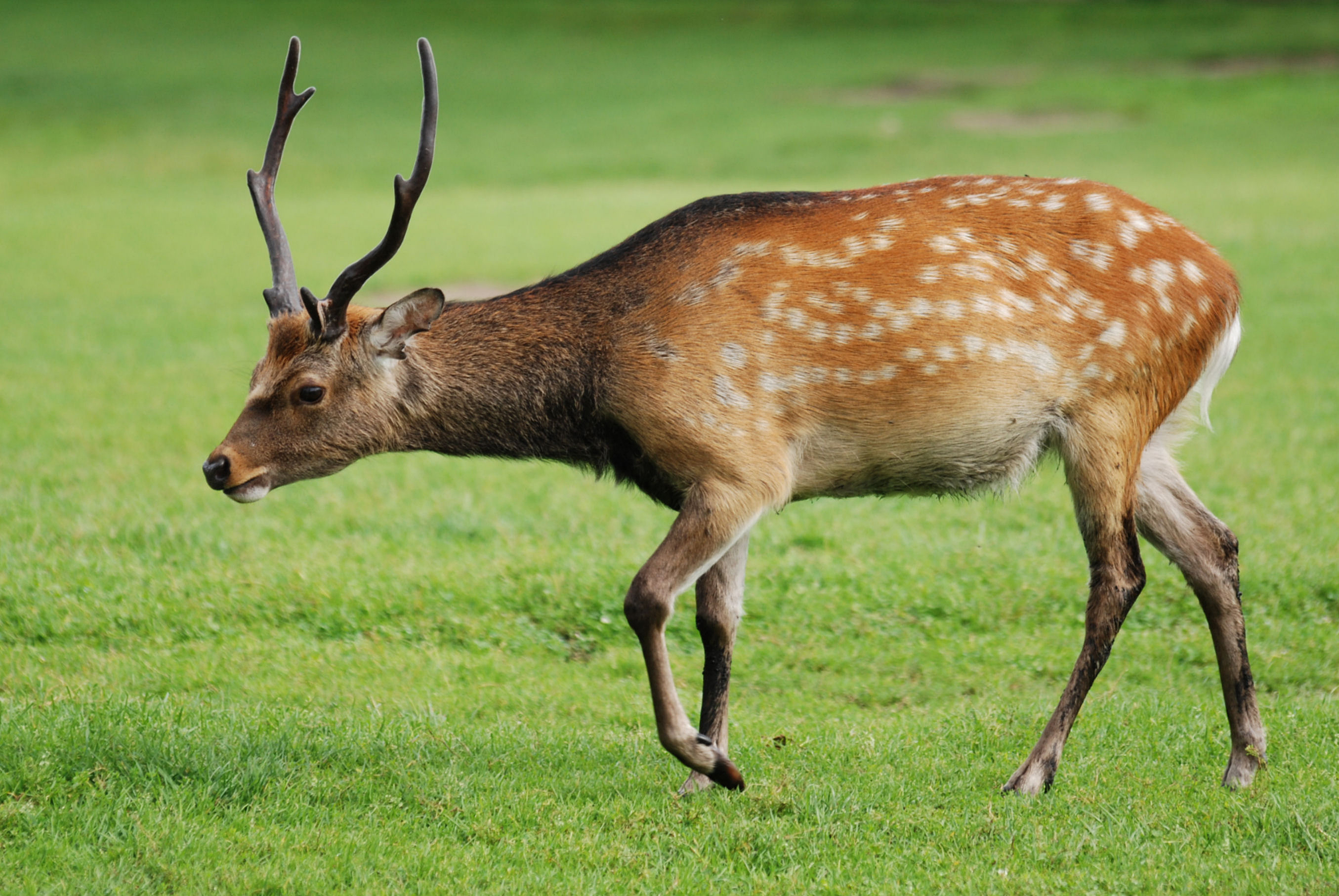
Sikahirsch im Sommerkleid, das Geweih ist noch von Basthaut überzogen

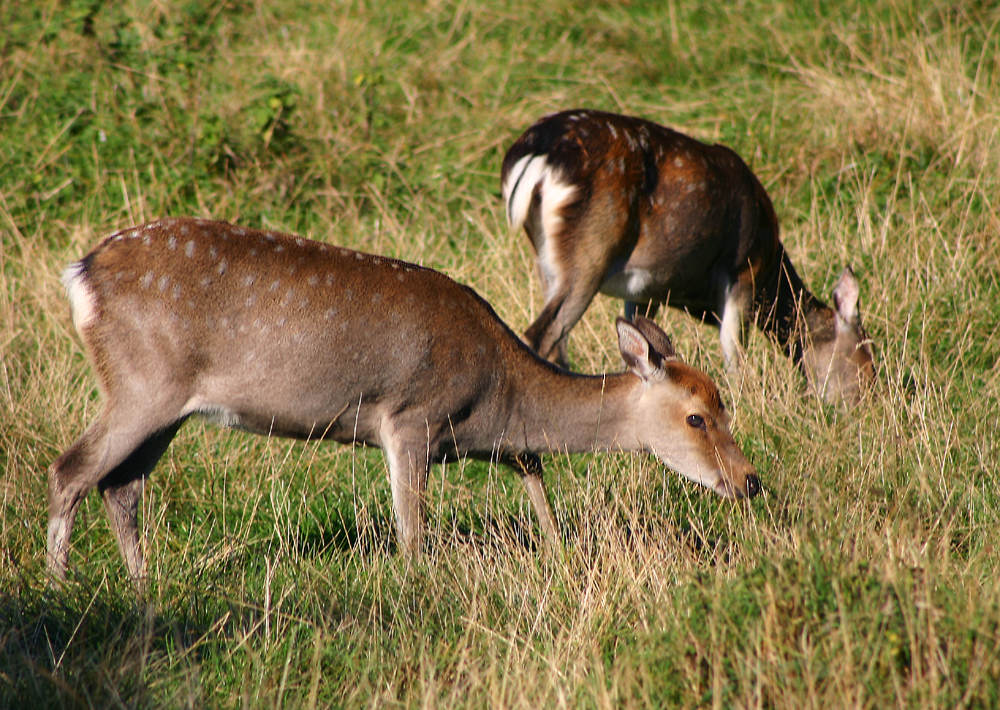
Weibliche Sikahirsche

### Haarkleid
Das Sommerkleid des Sikahirsches ist in der Regel rotbraun und weist zahlreiche weiße Flecken auf, die in sieben bis acht Längsreihen angeordnet sind. Im Winter verblassen diese Flecken und sind manchmal kaum auszumachen, während sie im Sommer in einem deutlichen Kontrast zur übrigen Fellfarbe stehen. Im Winter bildet sich bei beiden Geschlechtern eine dichte Halsmähne. Der Kopf ist etwas heller als die Mähne und der übrige Körper. Einzelne Unterarten sind dunkler als die Nominatform. Der in freier Wildbahn mittlerweile sehr seltene Dybowski-Hirsch (Cervus nippon hortulorum), der im Osten Sibiriens lebt, weist einen besonders dunklen Farbton auf. Bei ihm ist auch im Winterkleid die Fleckzeichnung noch undeutlich auszumachen.
Sikahirsche tragen ihr Sommerkleid gewöhnlich ab Ende Mai. Das Winterkleid zeigen sie ab September.
Allen Unterarten ist gemeinsam, dass die Hinterseite des Oberschenkels sich deutlich von der übrigen Fellfarbe unterscheidet. Dieser sogenannte Spiegel ist weißlich und von dunkleren Haaren umrahmt. Auch das Schwanzende ist weiß, in der Mitte verläuft ein dunkler Strich. Diesem Spiegel kommt eine Signalwirkung zu: Erregte Tiere spreizen die Haare des Spiegels und vergrößern ihn so optisch.

### Sinne
Beim Sikahirsch spielen vor allem der Geruchs- und der Gehörsinn eine große Rolle. Es werden zehn verschiedene Lautäußerungen unterschieden, was deutlich mehr ist als bei den meisten anderen Hirscharten.
Dazu gehört ein weicher, pfeifender Laut, den das Weibchen von sich gibt, sowie ein blökender Laut der Kälber. Während der Brunftzeit lässt das Männchen ein lautes Pfeifen hören, das mit einem lauten Brummen endet.
Sikahirsche haben große Metatarsalorgane an den Beinen, diese sind im Fell stets weiß abgesetzt. Es ist aber nicht bekannt, wann und wie diese Duftdrüsen eingesetzt werden. Während der Brunft scharren die Männchen große Kuhlen, in welche sie urinieren und sich anschließend darin suhlen.

### Verwechslungsmöglichkeiten
Verwechslungsmöglichkeiten bestehen vor allem mit dem Damhirsch, der ebenfalls ein rotbraunes Sommerkleid mit einer Fleckzeichnung aufweist. Der Rotton bei der häufigsten Farbmorphe des Damhirsch ist jedoch ein rostfarbener Ton. Ältere Damhirsche können anhand ihres Geweihes von männlichen Sikahirschen unterschieden werden, da Damhirsche Schaufeln entwickeln.

## Verbreitung

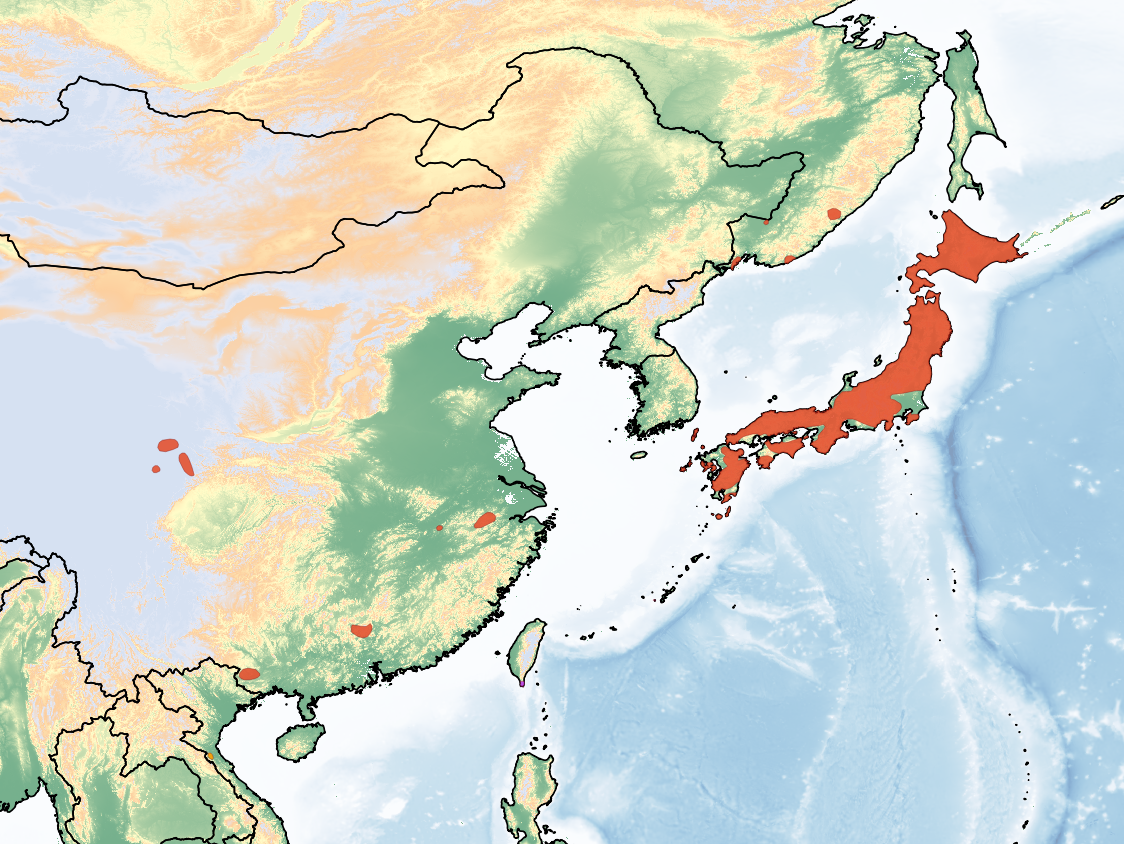
Das verbliebene Verbreitungsgebiet des Sikahirschs nach Angaben der IUCN

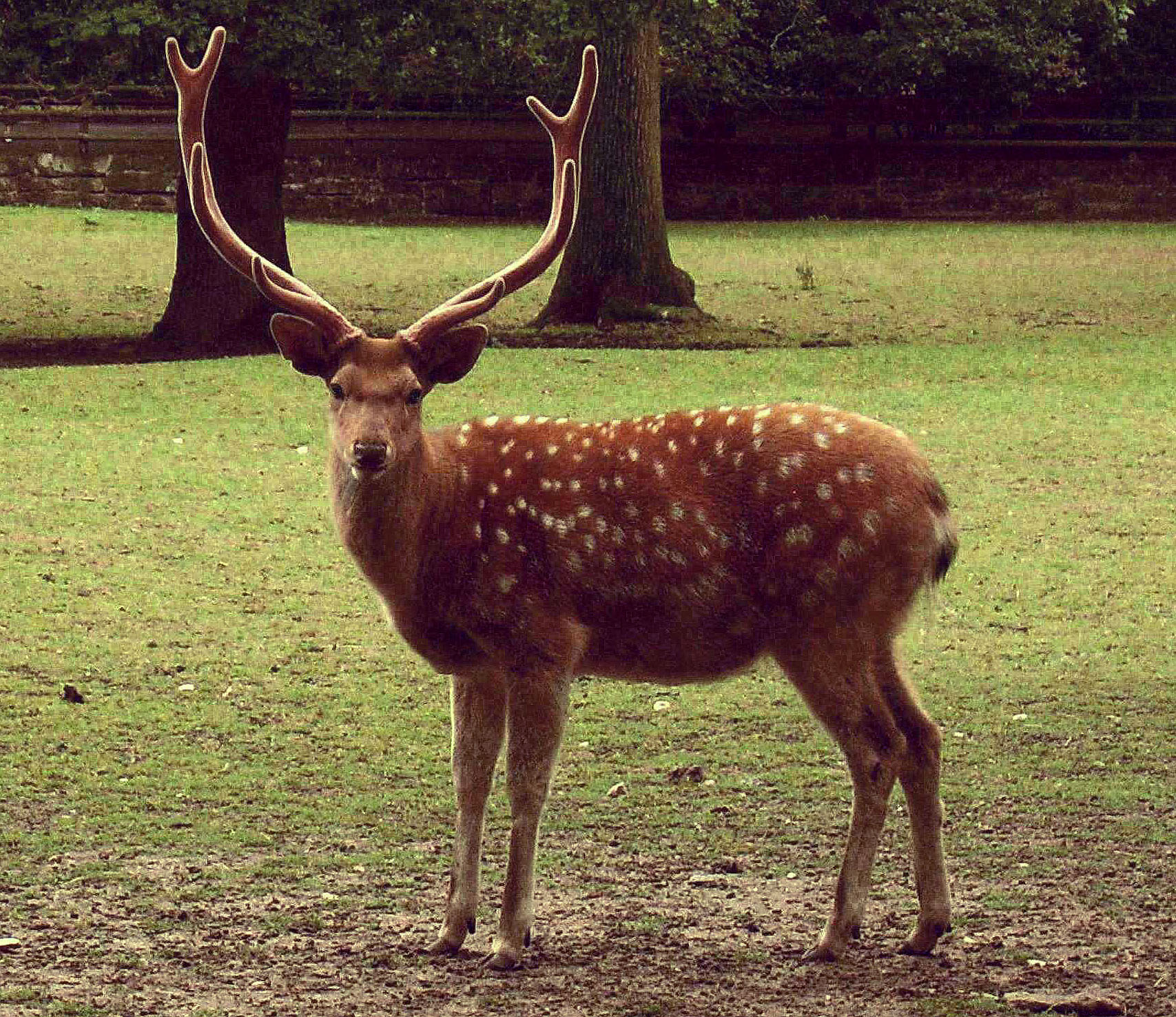
Dybowski-Hirsch im Sommerkleid mit noch von Basthaut überzogenem Geweih

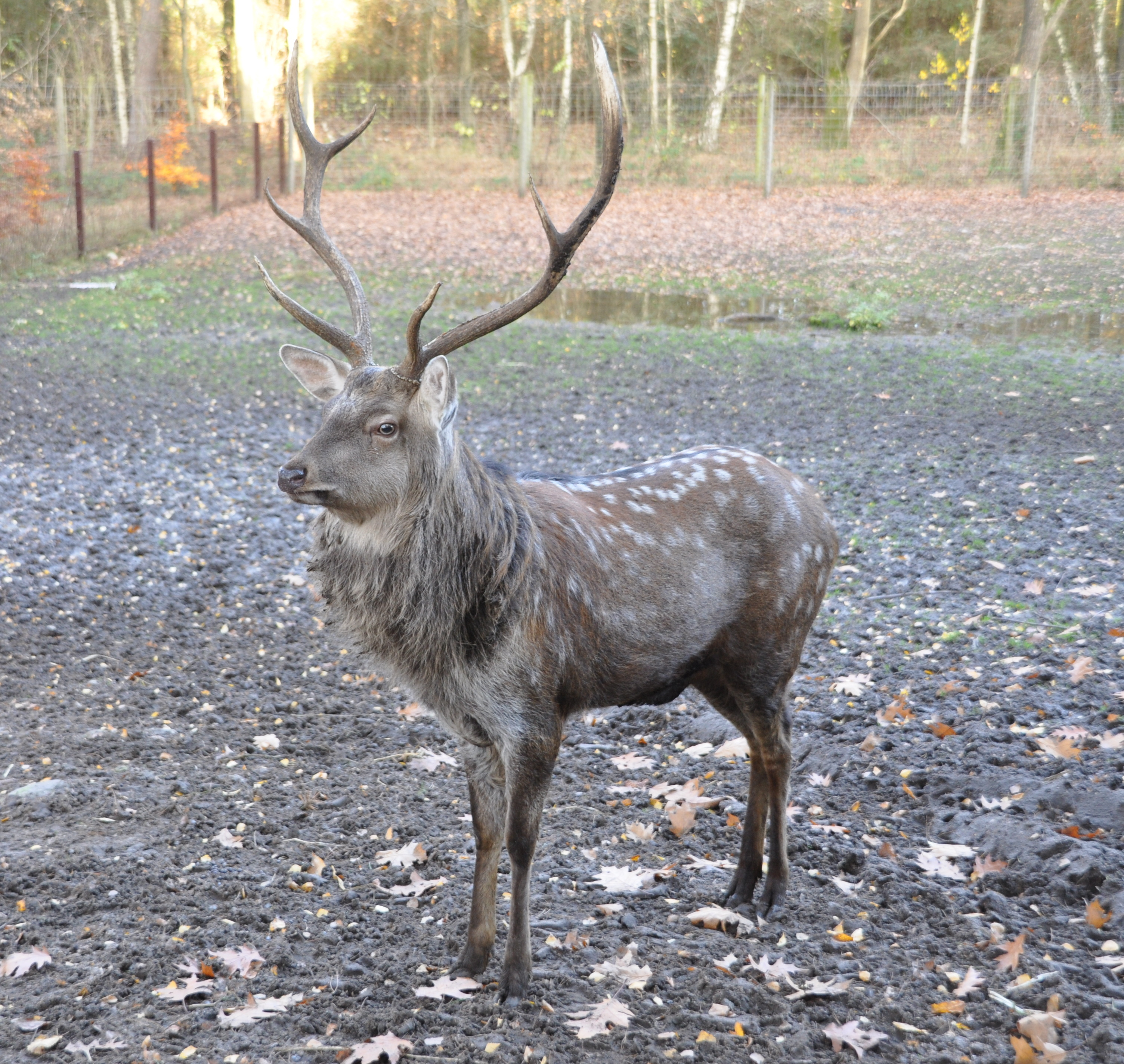
Dybowskihirsch im Winterkleid. Gut erkennbar sind die verlängerte Halsmähne und die auch im Winterkleid noch sichtbare Fleckzeichnung

### Ursprüngliches Verbreitungsgebiet
Das ursprüngliche Verbreitungsgebiet des Sikahirsches umfasste den Osten von China (einschließlich Taiwan), Südost-Sibirien, Korea, Japan und den äußersten Norden Vietnams (Einzelheiten siehe Unterarten).
Mit Ausnahme Japans sind sie fast überall in ihrem natürlichen Verbreitungsgebiet bedroht.

### Sikahirsche als eingeführte Hirschart
Durch den Menschen sind Sikahirsche in zahlreichen Gegenden der Welt eingeführt worden, so in Europa, Marokko, der Nordmongolei bei Süchbaatar, Neuengland, Texas, Australien, Madagaskar und Neuseeland. In letzterem wurden Sikahirsche bereits 1883 und 1885 von einer Akklimatisationsgesellschaft aus Großbritannien eingeführt; die Tiere wurden jedoch sehr bald von Farmern abgeschossen, die Schäden auf ihren Anbauflächen befürchteten. Zwanzig Jahre später, im Jahre 1905, wurden in einer anderen neuseeländischen Region Sikahirsche zweier verschiedener Unterarten freigelassen, die sich sehr schnell vermehrten und in der Region ausbreiteten. Diese Tiere stellen die neuseeländische Gründungspopulation dar. Da Sikahirsche in dieser Region sehr große Geweihe schoben und Jägern damit große Trophäen boten, entwickelte sich hier ein starker Jagdtourismus.
Deswegen kam es auch in anderen Regionen der neuseeländischen Nordinsel zu illegalen Auswilderungen.
Heute stellen Sikahirsche auf der Nordinsel nach dem Rothirsch das wichtigste und zahlreichste Haarwild dar.
In Deutschland ist der Sikahirsch ein Neozoon: 1893 wurden die ersten Sikahirsche als Parkwild eingeführt. Seit der Mitte des 20. Jahrhunderts haben sich aus entflohenen und ausgesetzten Tieren wild lebende Populationen von Sikahirschen entwickelt, die sich auf die folgenden fünf Gebiete konzentrieren:
- Hüttener Berge (Schleswig-Holstein)
- Schwansen, Ostangeln (Schleswig-Holstein)
- Weserbergland (Niedersachsen)
- Sauerland (Nordrhein-Westfalen)[6]
- Klettgau (Baden-Württemberg)

Das Vorkommen am Hochrhein (Kreis Waldshut) hat sich auch in die Schweiz ausgedehnt und besiedelt dort die Gebiete Südranden und Rafzerfeld in den Kantonen Schaffhausen und Zürich.

## Lebensraum
Sikahirsche sind eine sehr anpassungsfähige Hirschart. Sie bevorzugen Wälder mit einem dichten Unterwuchs und kommen auch in Feuchtgebieten vor. Da sie gute Schwimmer sind, flüchten sie ähnlich wie die Barasinghas ins Wasser, um ihren Fressfeinden zu entkommen.

## Nahrung und Nahrungserwerb
Sikahirsche gehören vom Äsungstyp her zu den Gemischtfutterfressern (Intermediäräser), sie fressen neben Gräsern, Zwergsträuchern, Blättern, Feldfrüchten und Baumrinden aber auch Knospen und Triebe, Beeren, Früchte und Eicheln. In Feuchtgebieten wird auch Schilf, Binsen und Wasserpflanzen von ihnen gefressen. In den Regionen, in denen ihr Verbreitungsgebiet sich bis zur Küstenlinie ausdehnt, fressen sie auch angespülten Seetang. Sie äsen auch auf landwirtschaftlichen Anbauflächen und können dort erhebliche Schäden anrichten. Auf Grund ihres Äsverhaltens richten sie bei hoher Bestandsdichte auch erhebliche Schäden in Wäldern an.
Sikahirsche sind überwiegend nachtaktiv. In Regionen, in denen sie weitgehend ungestört sind, sind sie noch in den Morgenstunden auf den Äsflächen zu beobachten und kehren auf diese erneut in den späten Nachmittagsstunden zurück.

## Fortpflanzung
Ausgewachsene Männchen sind für die meiste Zeit des Jahres Einzelgänger, während Weibchen und Jungtiere sich zu Verbänden von Mutterfamilien von zwei bis zehn, selten fünfzig Tieren zusammenfinden. Mittelalte Hirsche bilden auch Hirschtrupps. Im Frühherbst werden die Männchen territorial und beginnen, einen Harem von durchschnittlich zwölf Weibchen durch Pfeifen um sich zu locken. Gelangen andere Männchen in das Revier, werden sie vertrieben, wobei es zu heftigen Kämpfen kommen kann.
Ihre natürlichen Feinde sind Wölfe, Asiatische Wildhunde, Tiger und Leoparden.

## Unterarten
In seiner ostasiatischen Heimat unterscheidet man zahlreiche Unterarten des Sikahirsches. In Europa lässt sich meistens nicht mehr feststellen, welcher Unterart die eingeführten Sikahirsche angehörten; die meisten gehen auf Japanische Sikahirsche zurück, doch häufig dürften sich verschiedene Unterarten miteinander vermischt haben, und mancherorts kommt es sogar zu interspezifischen Kreuzungen mit Rothirschen. Im Huftierband des Handbook of the Mammals of the World, einem Standardwerk zur Säugetierkunde, werden die folgenden Unterarten unterschieden:
- Japanischer Sikahirsch (Cervus nippon nippon), japanische Hauptinseln Süd-Honshū, Kyūshū, Shikoku
- Cervus nippon centralis, Honshū
- Shanxi-Sikahirsch (Cervus nippon grassianus), Shanxi, vom Aussterben bedroht, möglicherweise bereits ausgestorben
- Südchinesischer Sikahirsch (Cervus nippon kopschi), östliches Zentralchina und südöstliches China, stark gefährdet
- Nordchinesischer Sikahirsch (Cervus nippon mandarinus), nordöstliches China, vom Aussterben bedroht, möglicherweise bereits ausgestorben
- Mandschurischer Sikahirsch (Cervus nippon mantchuricus), Mandschurei, Korea
- Vietnamesischer Sikahirsch (Cervus nippon pseudaxis), nördliches Vietnam; von der IUCN als vom Aussterben bedroht geführt, heute überall ausgerottet bis auf den Cuc-Phuong-Nationalpark
- Sichuan-Sikahirsch (Cervus nippon sichuanicus), Sichuan, Gansu, stark gefährdet
- Taiwan-Sikahirsch (Cervus nippon taiouanus), Taiwan, vom Aussterben bedroht, nur noch in wenigen Wildgehegen erhalten
- Hokkaido-Sikahirsch (Cervus nippon yesoensis), Hokkaidō

Der australische Mammaloge Colin Groves und sein englischer Kollege Peter Grubb geben dagegen in ihrer Revision der Hornträger von 2011 neben der Nominatform nur drei weitere Unterarten an.
- Cervus nippon nippon Temminck, 1838 – Süd-Honshū, Shikoku und Kyushu, Gotō-Inseln.
- Cervus nippon mageshimae Kuroda & Okada, 1951 – Mageshima & Tanegashima.
- Cervus nippon yakushimae Kuroda & Okada, 1951 – Yakushima.
- Cervus nippon keramae Kuroda, 1924 – Kerama-Inseln.

Außerdem zählen sie einige weitere nah verwandte Hirscharten zu ihrer Cervus nippon-Artengruppe.
- Nordhonshu-Sikahirsch (Cervus aplodontus), im Norden von Honshū
- Dybowski-Hirsch (Cervus hortulorum), östlichstes Sibirien (Primorje), weniger als 2000 wildlebende Tiere
- Vietnamesischer Sikahirsch (Cervus pseudaxis)
- Tsushima-Hirsch (Cervus pulchellus), Tsushima
- Sichuan-Sikahirsch (Cervus sichuanicus)
- Taiwan-Sikahirsch (Cervus taiouanus), Taiwan

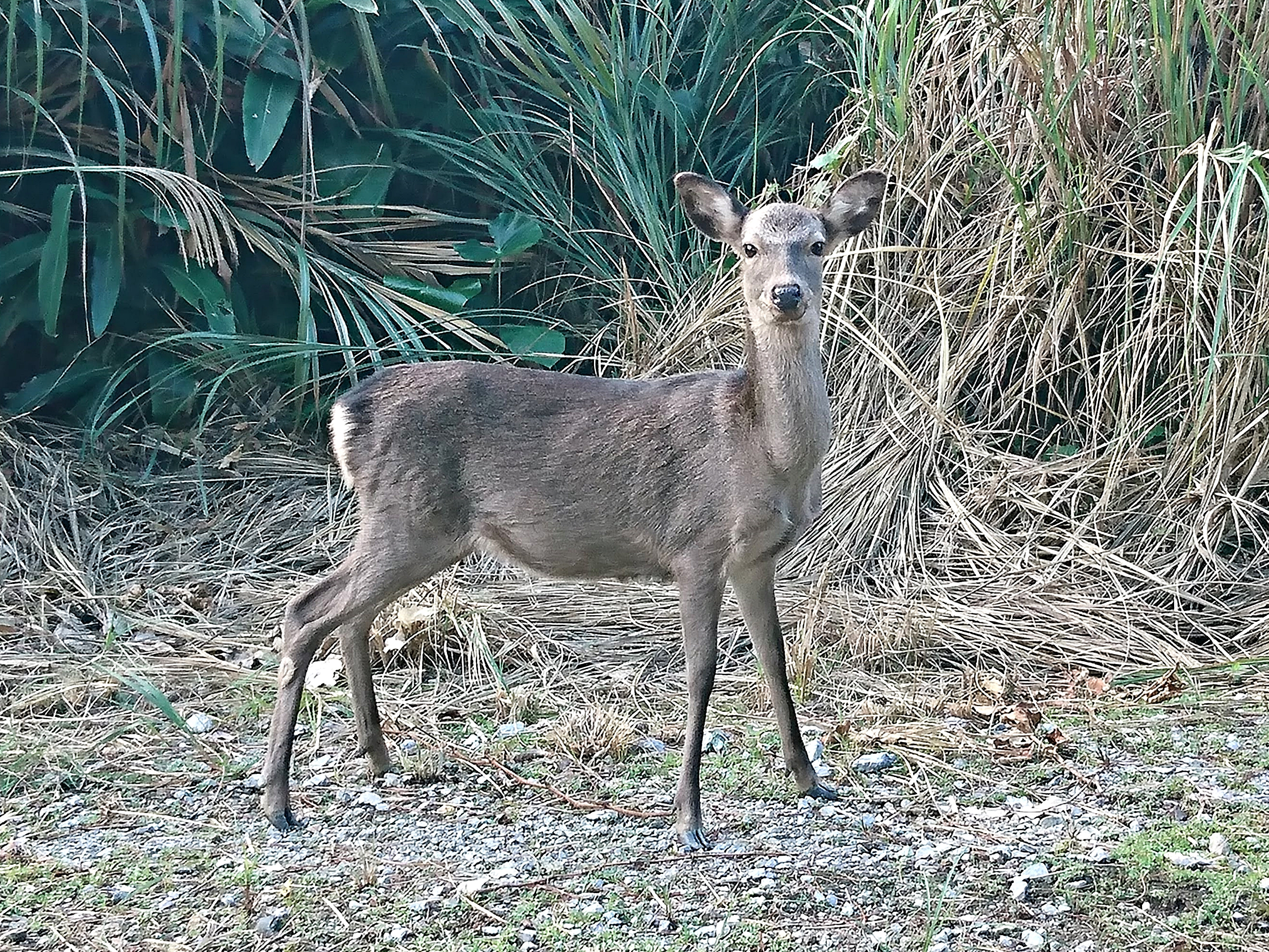
Kerama-Sikahirsch
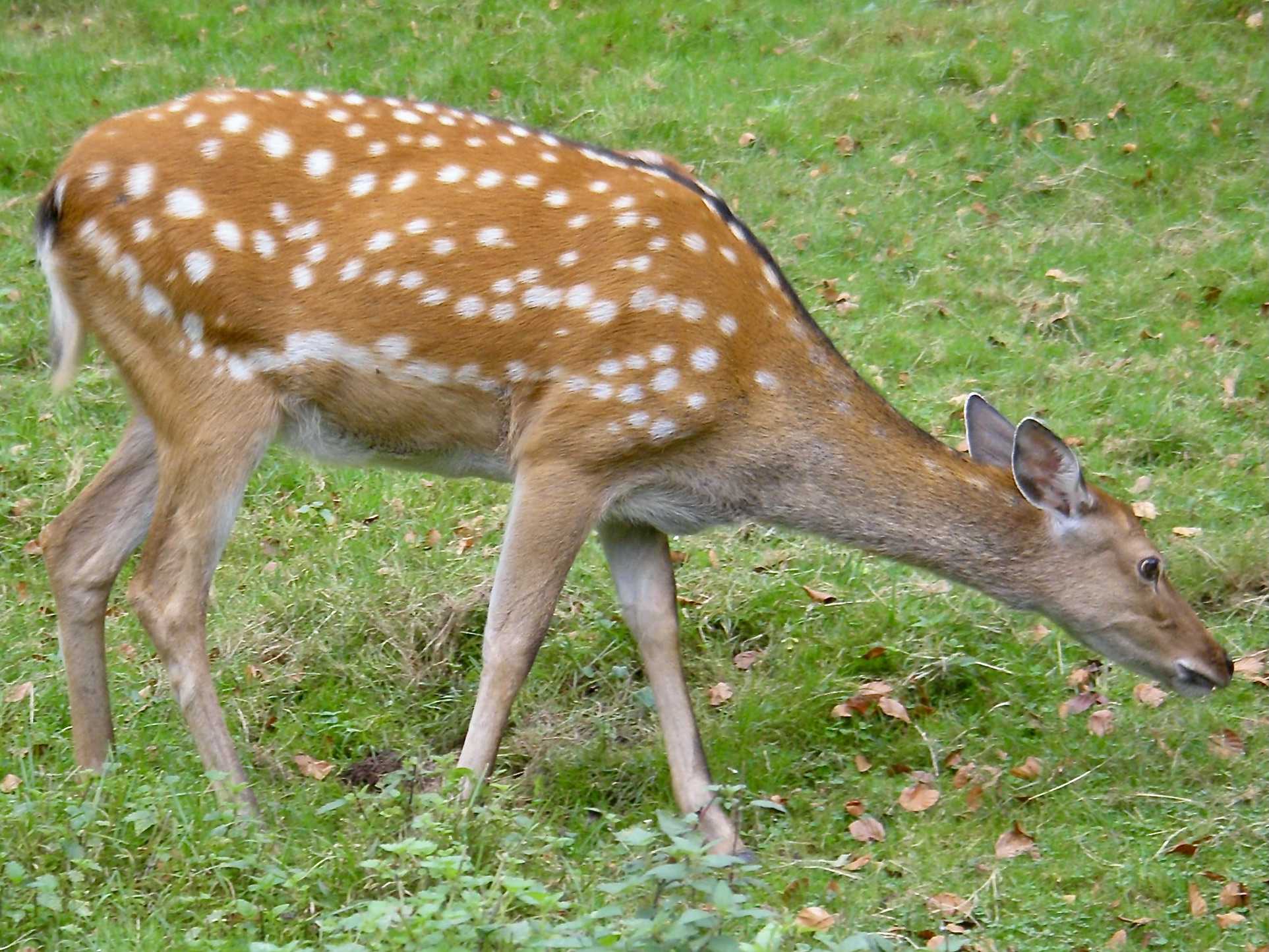
Mandschurischer Sikahirsch
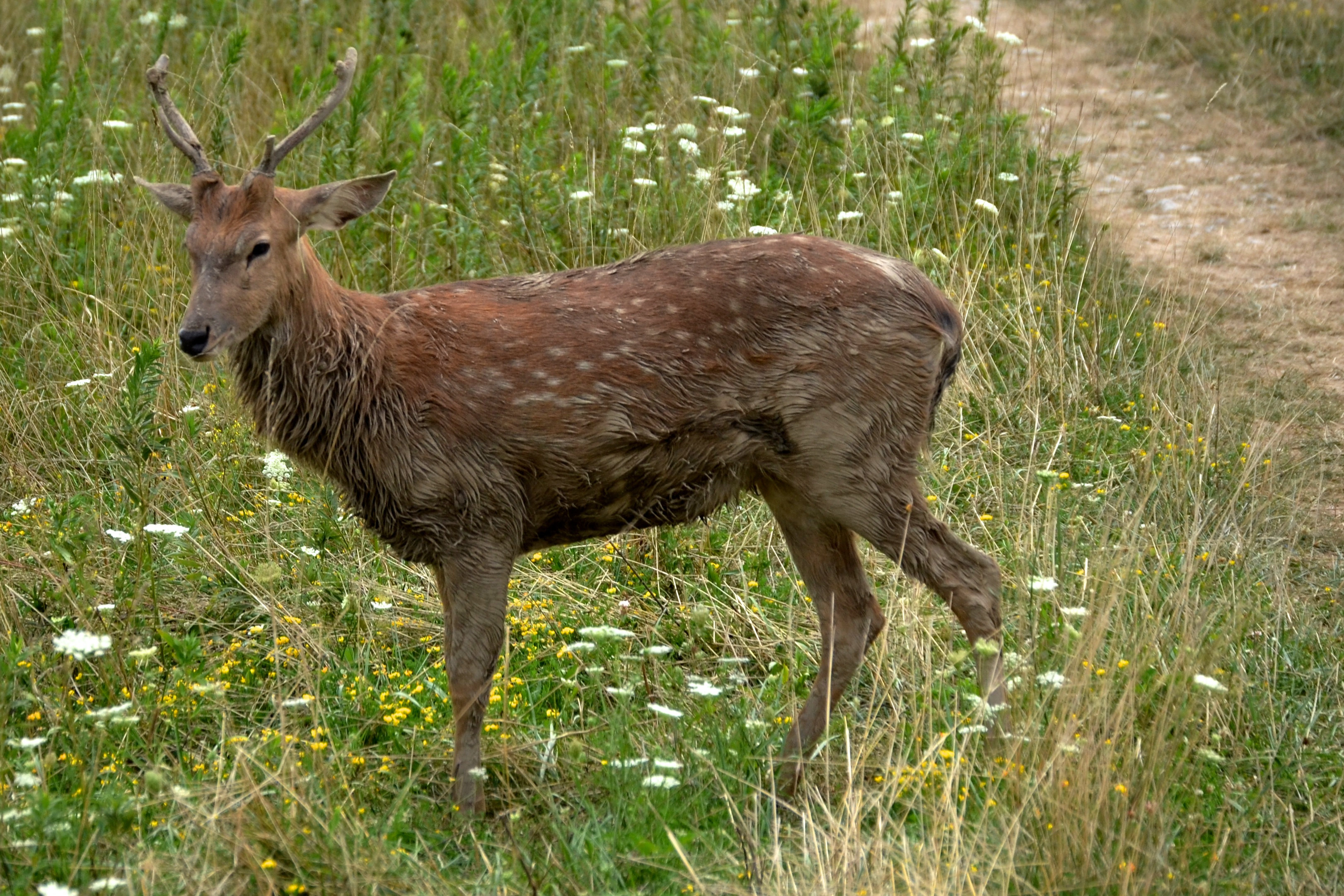
Vietnamesischer Sikahirsch
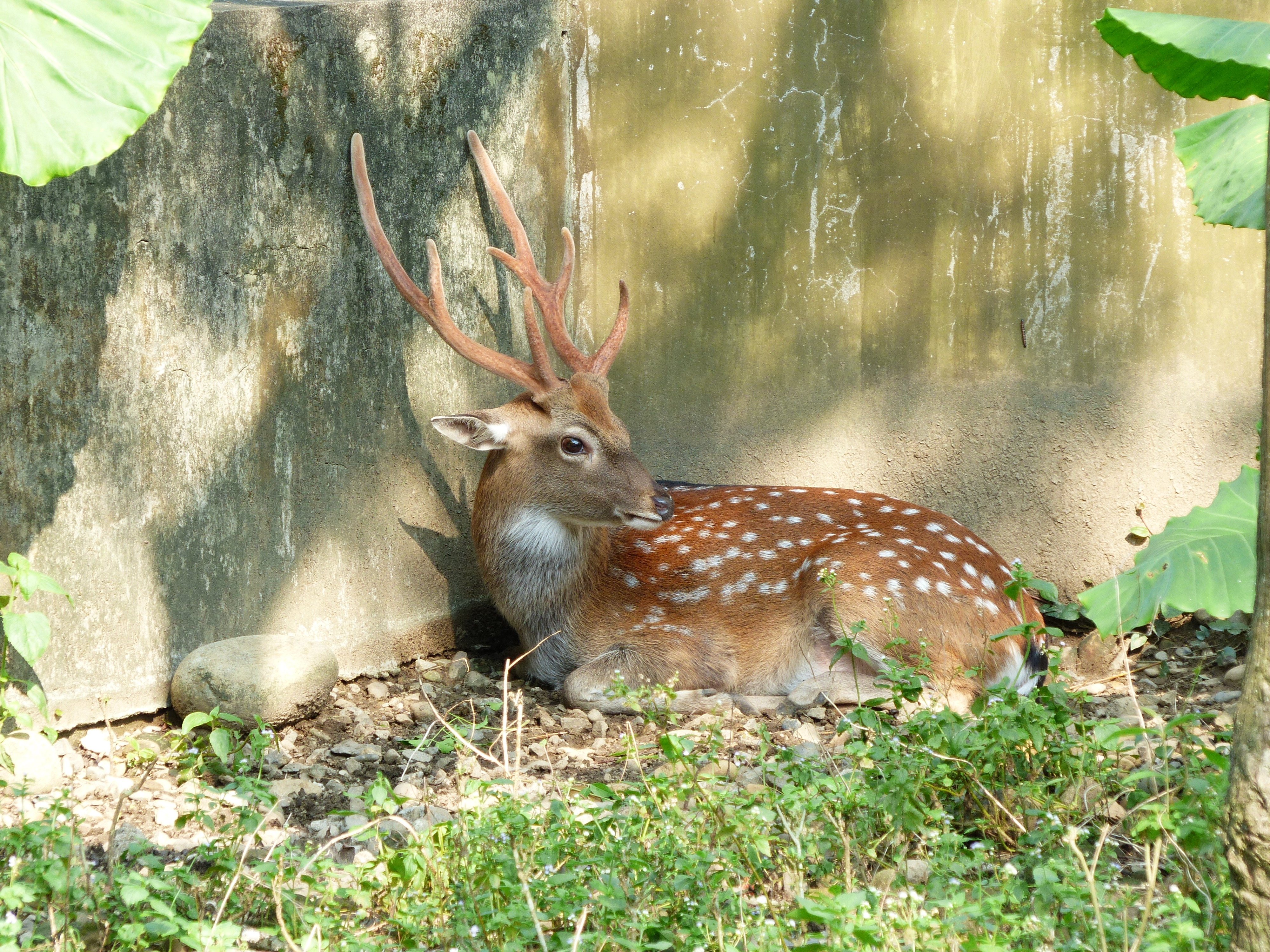
Taiwan-Sika
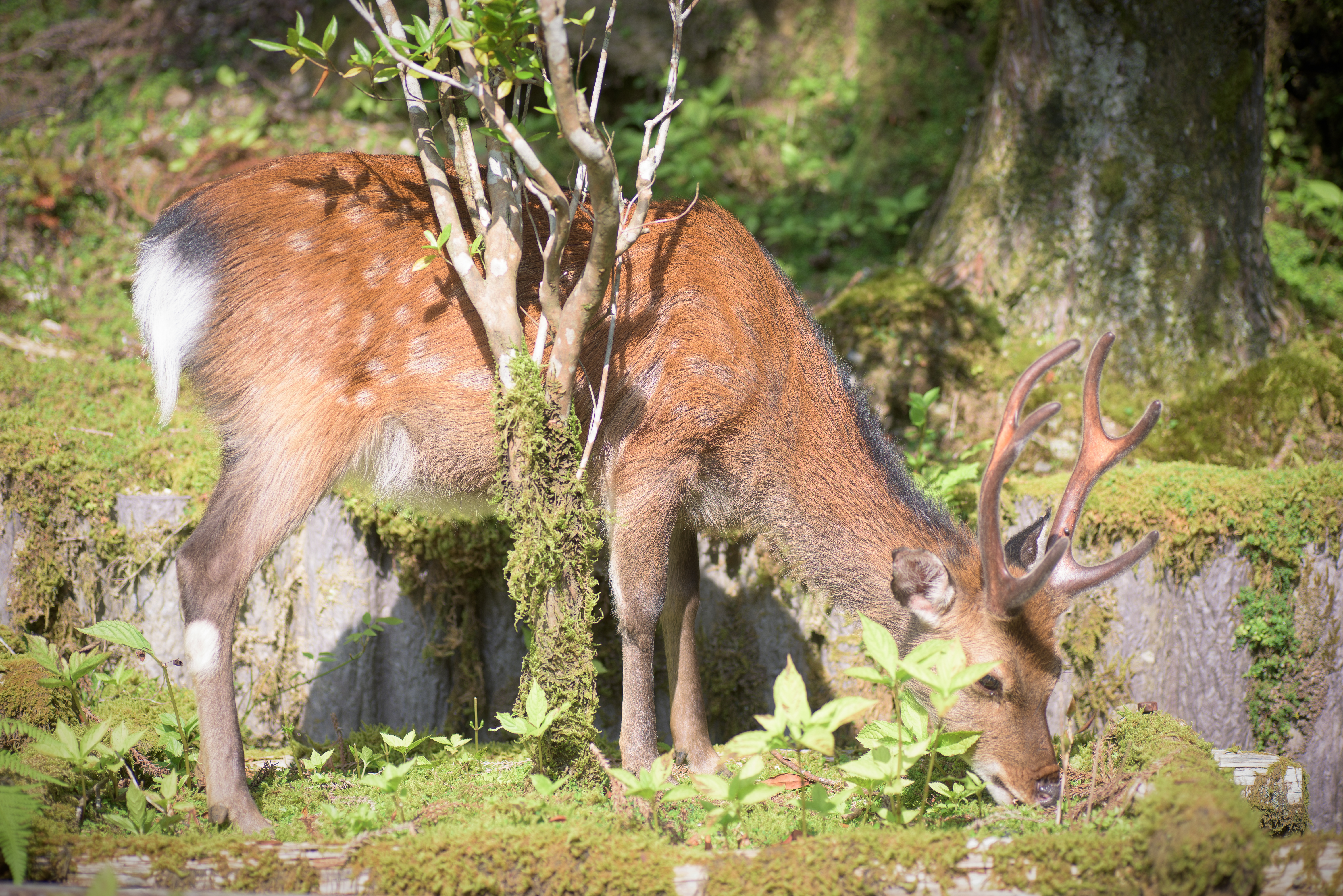
Yakushima-Sikahirsch

## Sikahirsch und Mensch

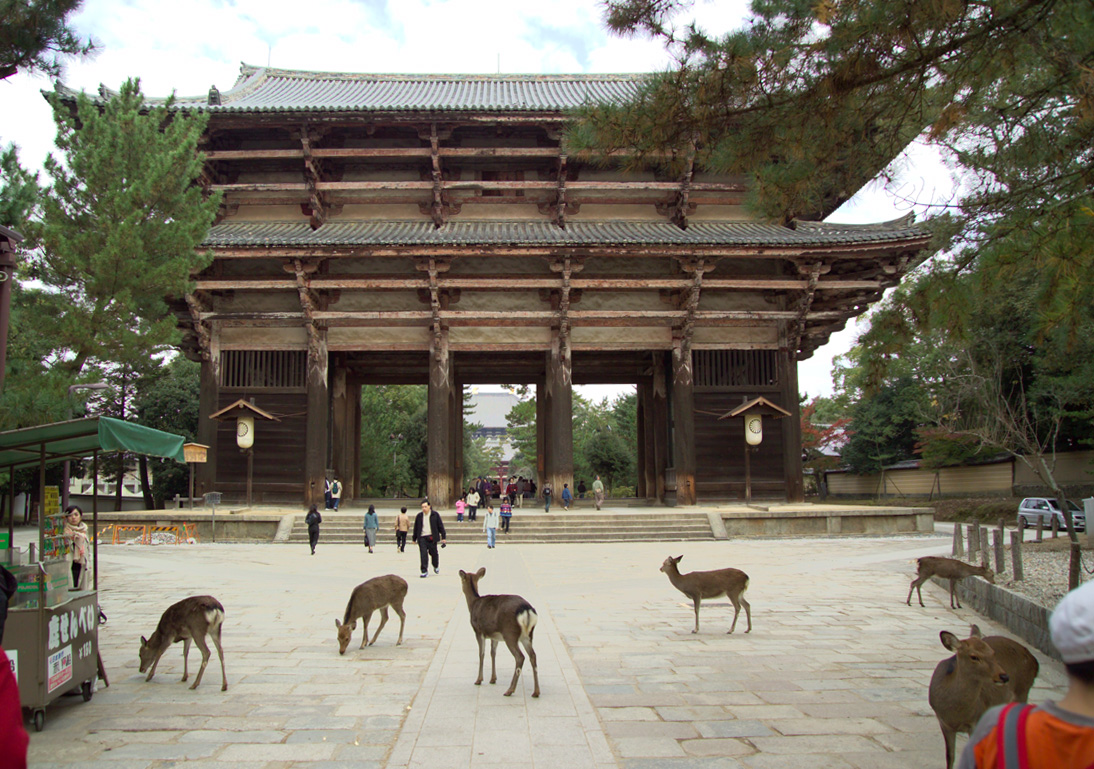
Freilaufende Sikahirsche am Nandaimon des Tempels Tōdai-ji im Nara-Park.

Sikahirsche wurden in verschiedenen Regionen der Welt eingeführt, weil sie ein attraktives Jagdwild darstellen und in Regionen überleben können, in denen der Rothirsch nicht gedeiht. Die Pirsch auf den Sikahirsch gilt als besondere Herausforderung, weil Sikahirsche sehr aufmerksam sind.
Auf Neuseeland hat es mehrere Versuche gegeben, den Sikahirsch ähnlich wie den Rothirsch nutztierartig zu halten, jedoch bestanden nur wenige solcher Herden über längere Zeit, weil Sikahirsche in Gattern schwieriger zu handhaben sind. Obwohl die Fleischausbeute bei ihnen geringer ist als beim Rothirsch, sind die Schlachtkosten gleich hoch. Sikahirsche spielen deshalb in der neuseeländischen Wildfleischproduktion keine große Rolle.

## Belege

### Einzelbelege
1. 1 2 3 4  Rue, S. 55
2. 1 2  Rue, S. 56
3. ↑  Yerex, S. 147
4. ↑  Yerex, S. 147–148
5. ↑  Yerex, S. 146
6. ↑  Andreas Fasel: Förster und Jäger streiten um Sikahirsche in NRW. 15. Februar 2015 (welt.de [abgerufen am 8. Mai 2019]).
7. ↑  
Stefano Mattioli: Family Cervidae (Deer) In: Don E. Wilson und Russell A. Mittermeier (Hrsg.): Handbook of the Mammals of the World. Volume 2: Hooved Mammals. Lynx Edicions, Barcelona 2011, ISBN 978-84-96553-77-4, S. 350–443
8. ↑  
Hengxing Ba, Fuhe Yang, Xiumei Xing & Chunyi Li (2015): Classification and phylogeny of sika deer (Cervus nippon) subspecies based on the mitochondrial control region DNA sequence using an extended sample set. Mitochondrial DNA, 26:3, 373-379, DOI:10.3109/19401736.2013.836509
9. 1 2  
Colin Groves und Peter Grubb: Ungulate Taxonomy. Johns Hopkins University Press, 2011, S. 1–317 (S. 99–105)
10. ↑  Yerex, S. 149
11. ↑  Yerex, S. 148